# William Trost Richards
Pour les articles homonymes, voir Richards.
William Trost Richards, né le 3 juin 1833 à Philadelphie en Pennsylvanie et mort le 8 novembre 1905 à Newport dans le Rhode Island, est un peintre paysagiste américain. Il est à la fois associé à l'Hudson River School et aux préraphaélites américains.

## Biographie
À treize ans, il est forcé de quitter l'école pour aider sa famille et trouve un emploi de designer dans la firme Archer, Warner & Miskey & Co, fabricant de candélabres au gaz. Tout en travaillant, il prend des cours à la Pennsylvania Academy of Fine Arts avec le peintre allemand Paul Weber. Talent précoce, il présente ses premières toiles en 1852. Trois ans plus tard, il se rend à Düsseldorf avec Weber et William Stanley Haseltine pour étudier la peinture et y rencontre Albert Bierstadt et Emanuel Leutze. Il voyage également en France et en Italie avant de revenir à Philadelphie en 1856.
Il est le père de Theodore William Richards, prix Nobel de chimie en 1914 et de la peintre Anna Richards Brewster (en).

## Œuvres

### Musées détenant ses œuvres
Les œuvres de William Trost Richards font partie des collections permanentes de nombreux musées :
- National Gallery of Art, Washington
- Smithsonian American Art Museum, Washington
- Musée d'art de Saint-Louis
- Wadsworth Atheneum, Hartford
- Philadelphia Museum of Art, Philadelphie
- Yale University Art Gallery, New Haven
- High Museum of Art, Atlanta
- Musée des beaux-arts de Boston
- Fogg Art Museum, Cambridge
- Brooklyn Museum, New York
- Cooper–Hewitt, Smithsonian Design Museum, New York
- Metropolitan Museum of Art, New York
- Berkshire Museum (en), Pittsfield
- Crystal Bridges Museum of American Art, Bentonville
- Musée Thyssen-Bornemisza, Madrid

### Galerie

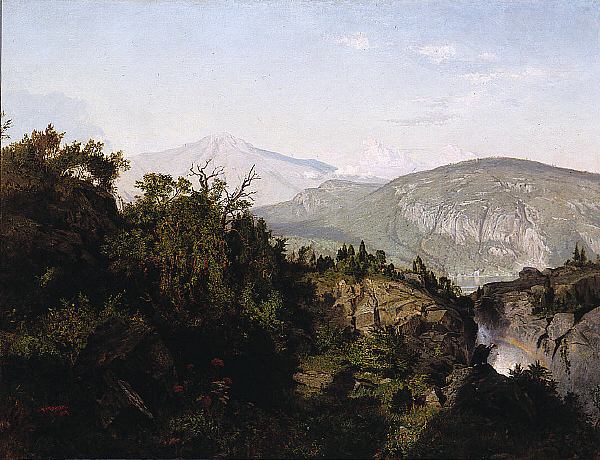
In the Adirondack Mountains (1857)
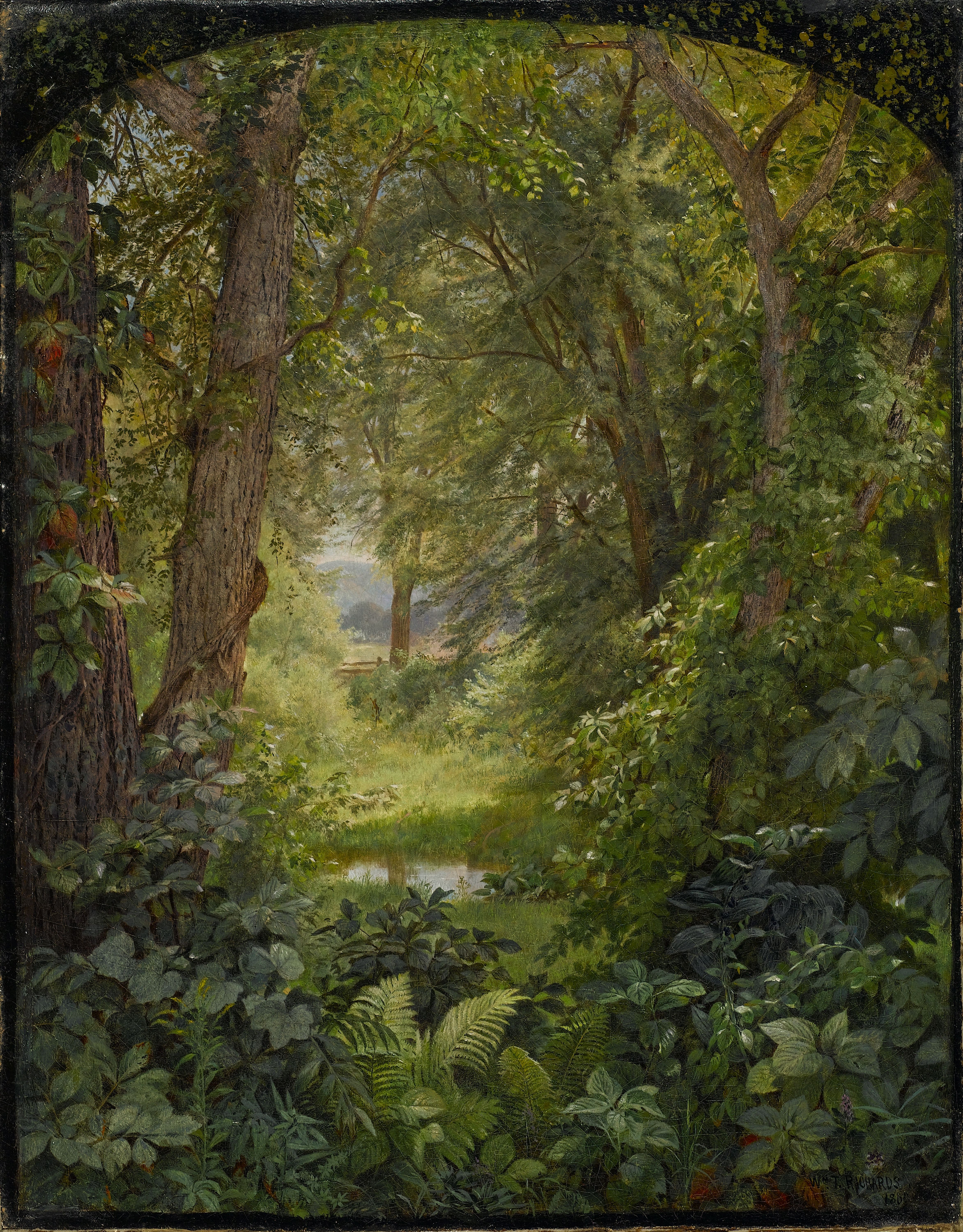
Woodland Landscape (Woodland Glade) (1860)
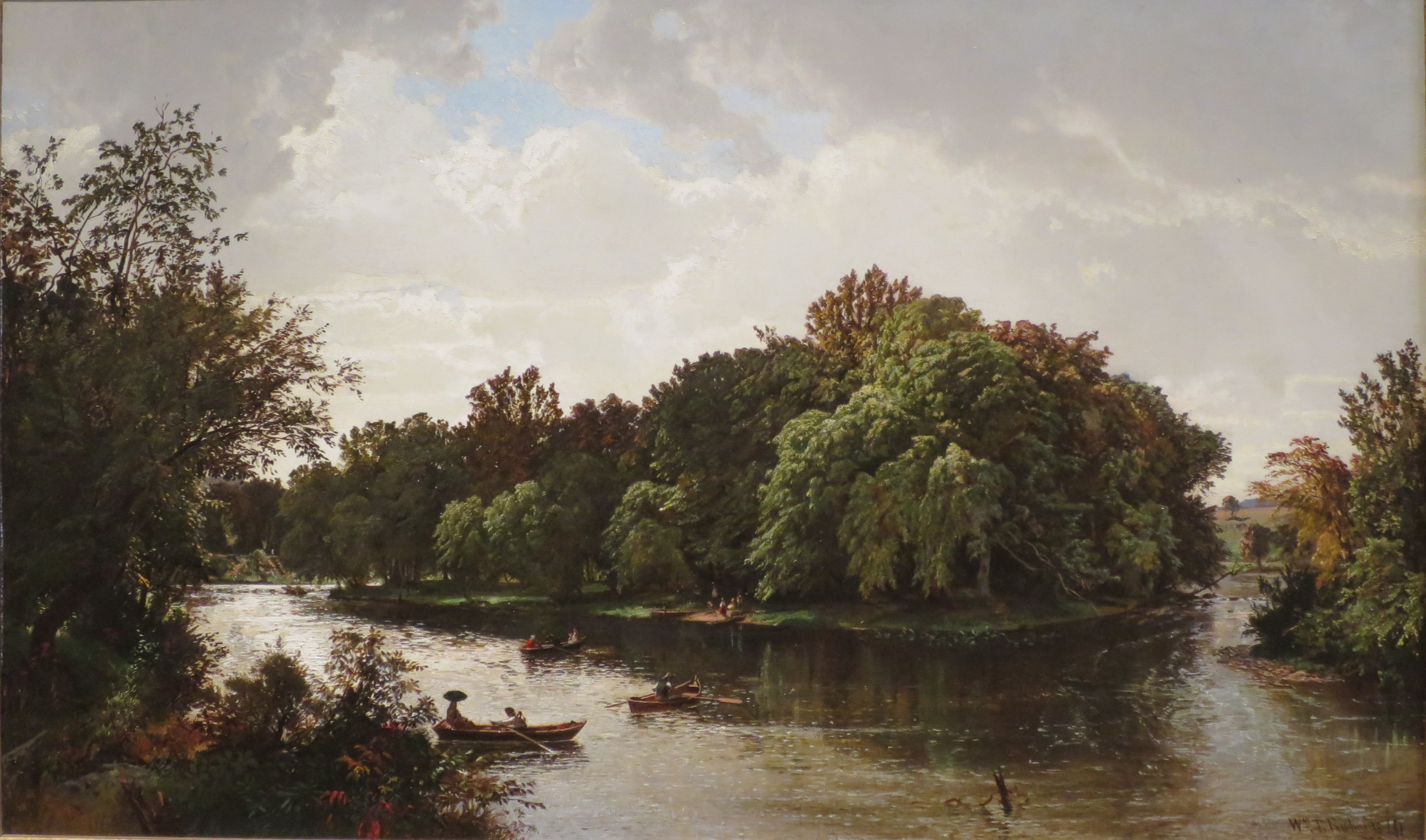
Lake Scene, Boating (1861)
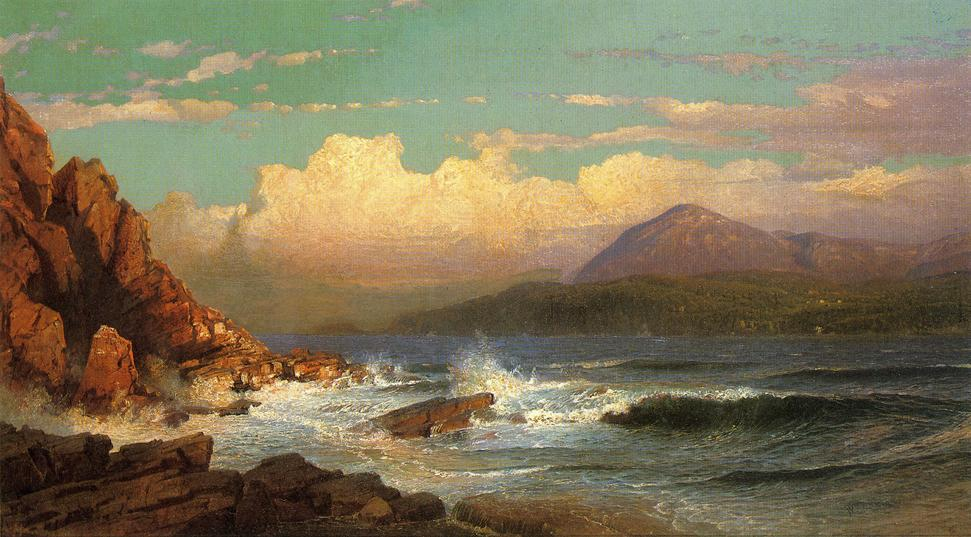
Mt. Desert, Maine (1866)
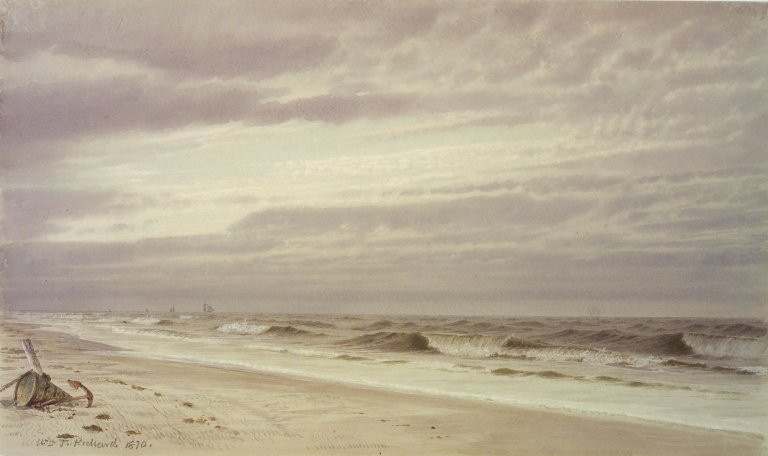
Beach Scene with Barrel and Anchor (v. 1870)
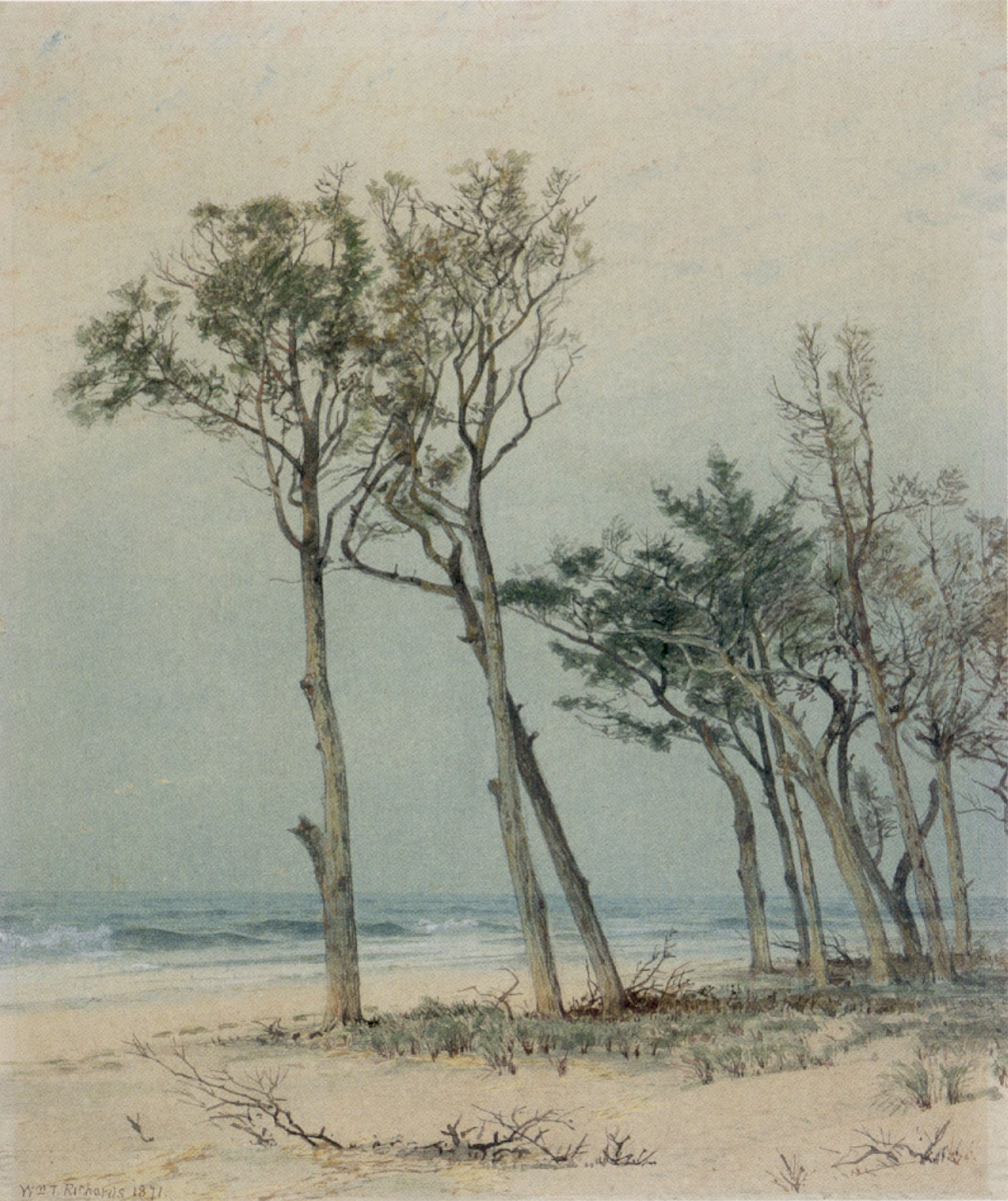
Trees on the Jersey Shore (1871)
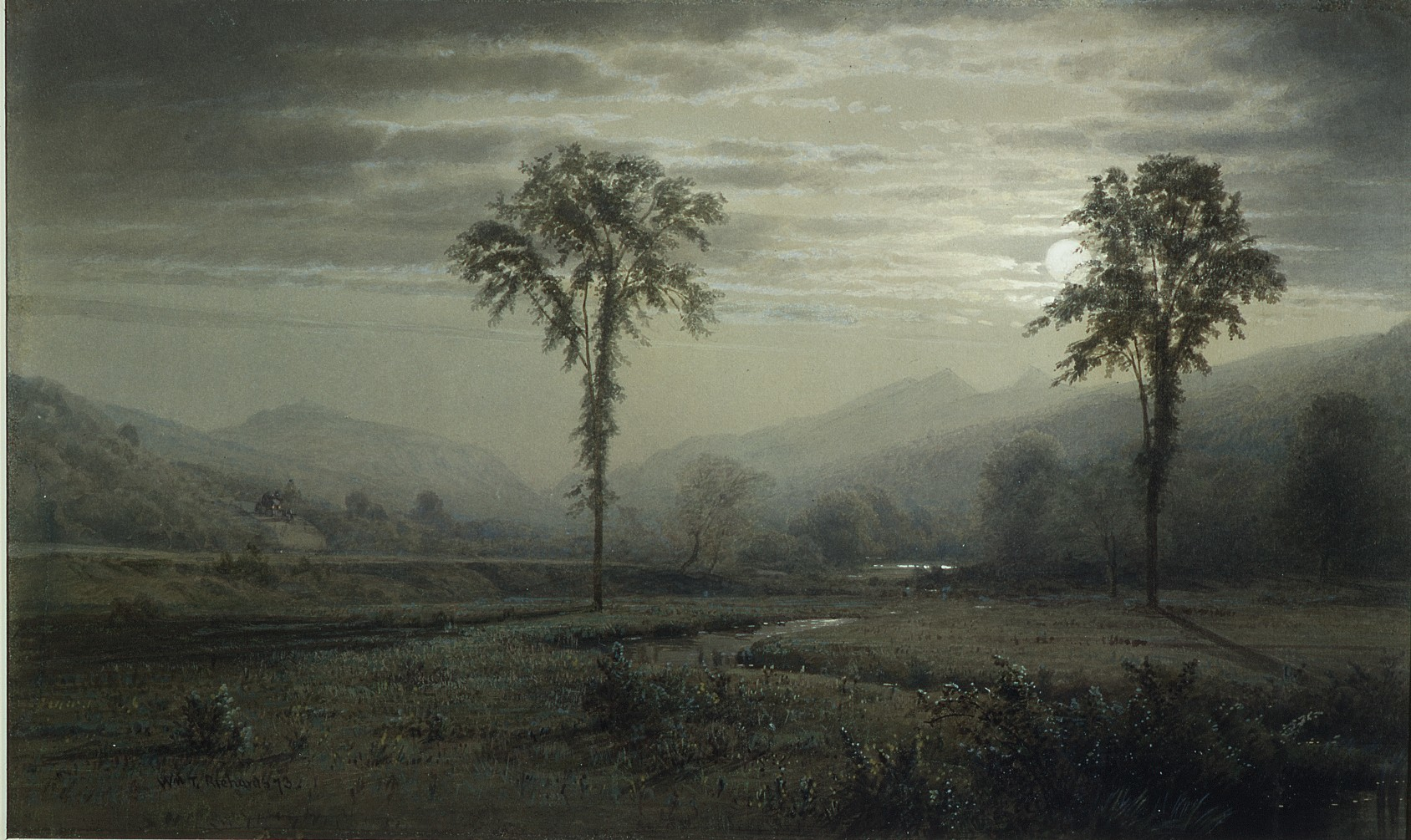
Moonlight on Mount Lafayette, New Hampshire (1873)
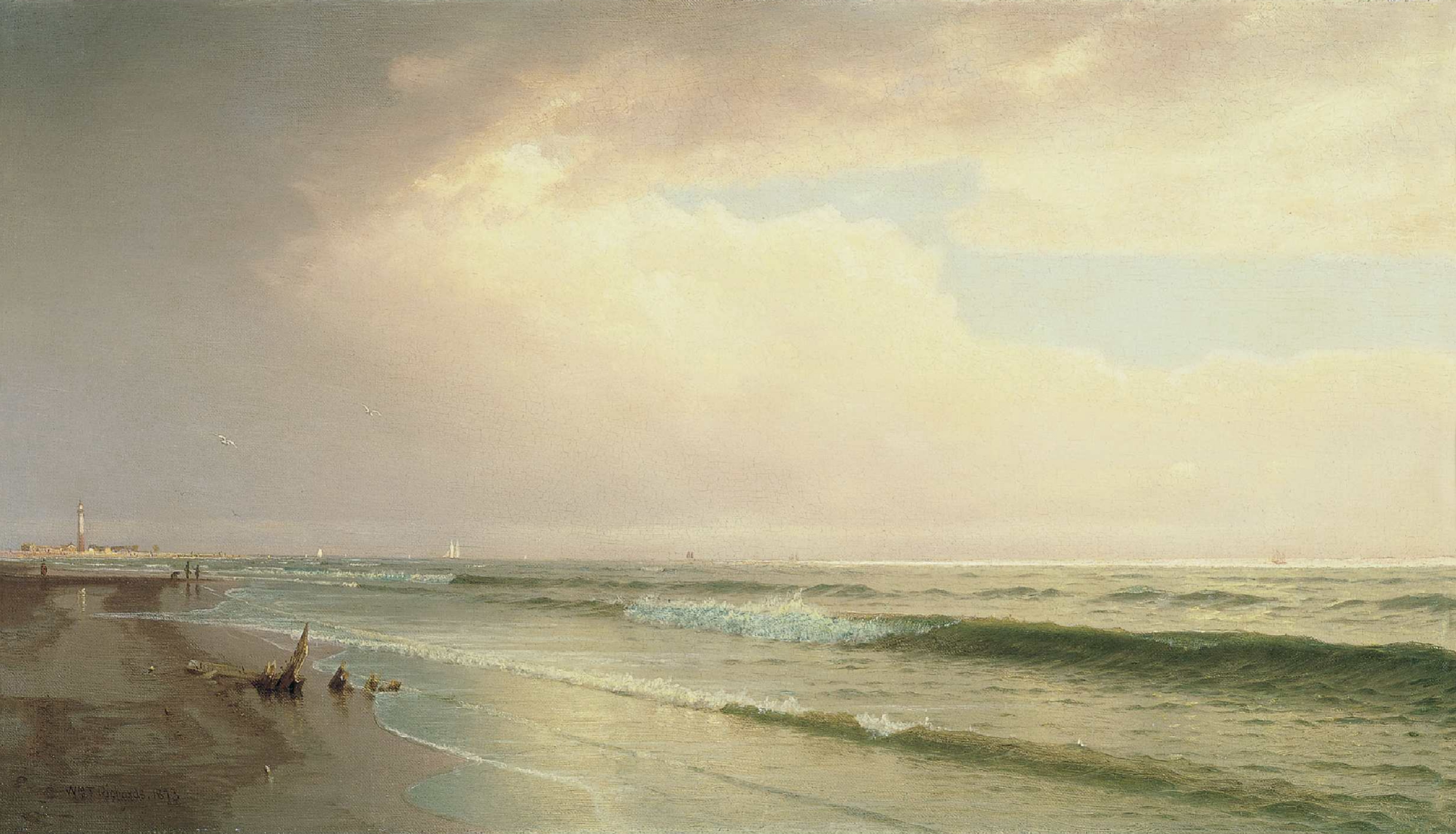
Seascape with Distant Lighthouse, Atlantic City, New Jersey (1873)
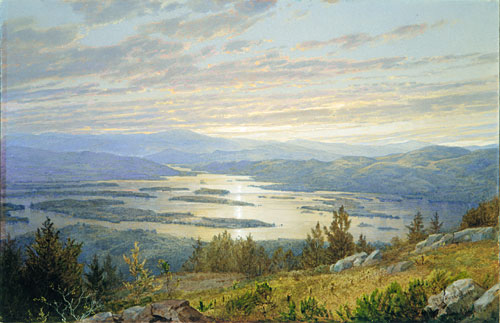
Lake Squam from Red Hill (1874)
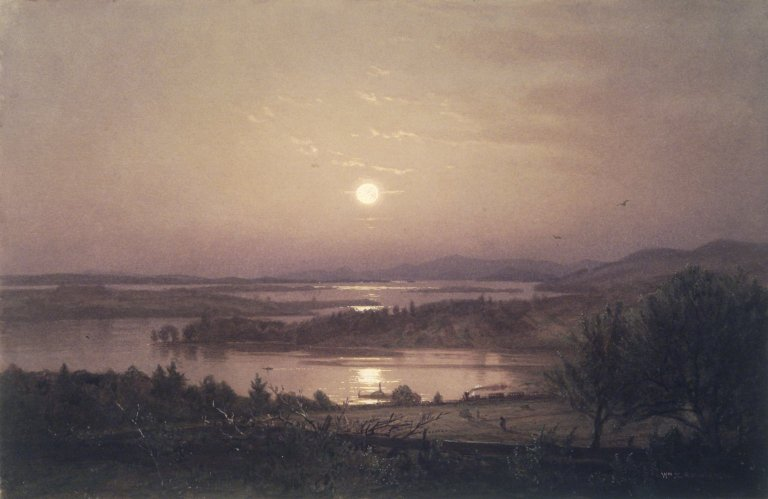
Lake Winnipesaukee (v. 1874)
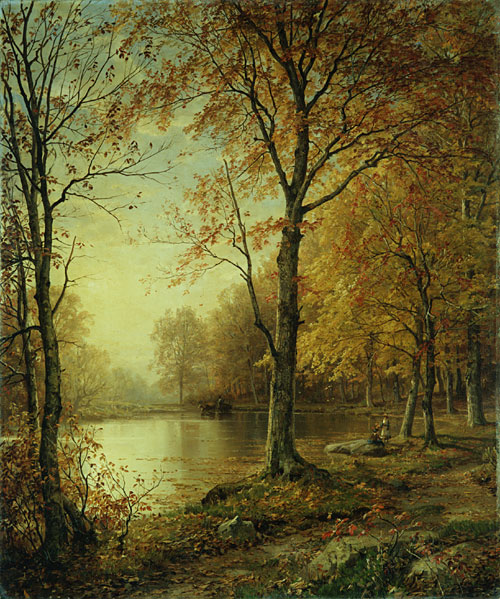
Indian Summer (1875)
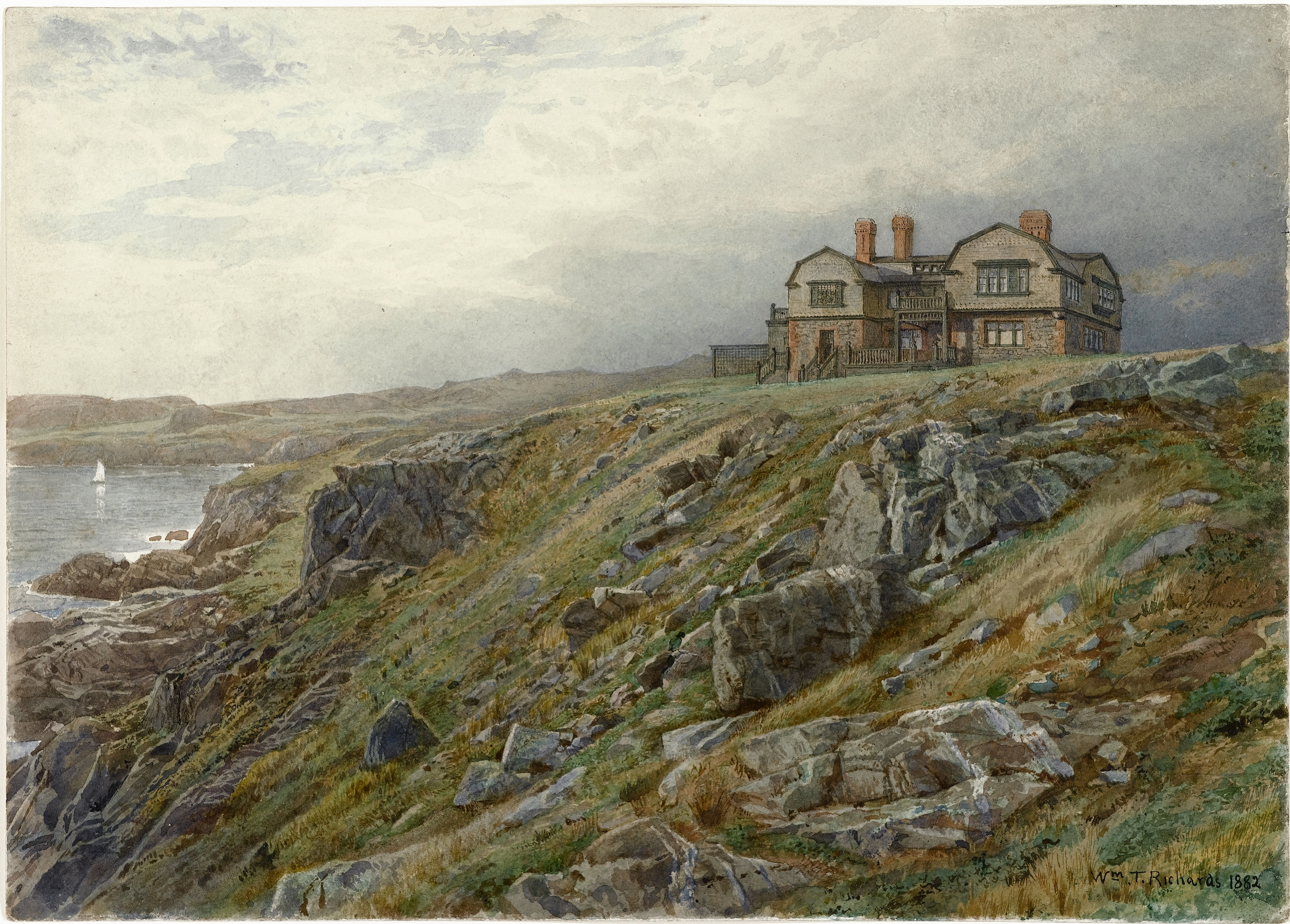
Graycliff, the Artist's Home, Newport, Rhode Island (1882)
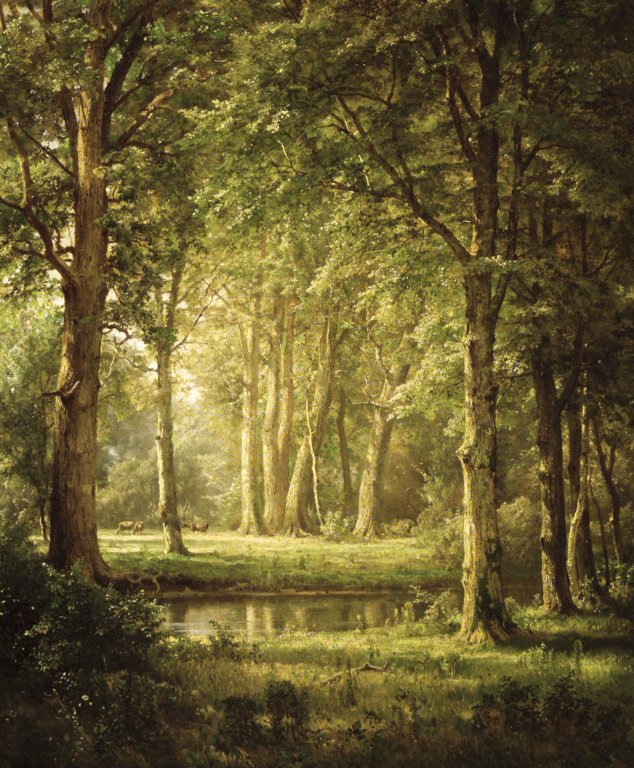
Early Summer (v. 1888)
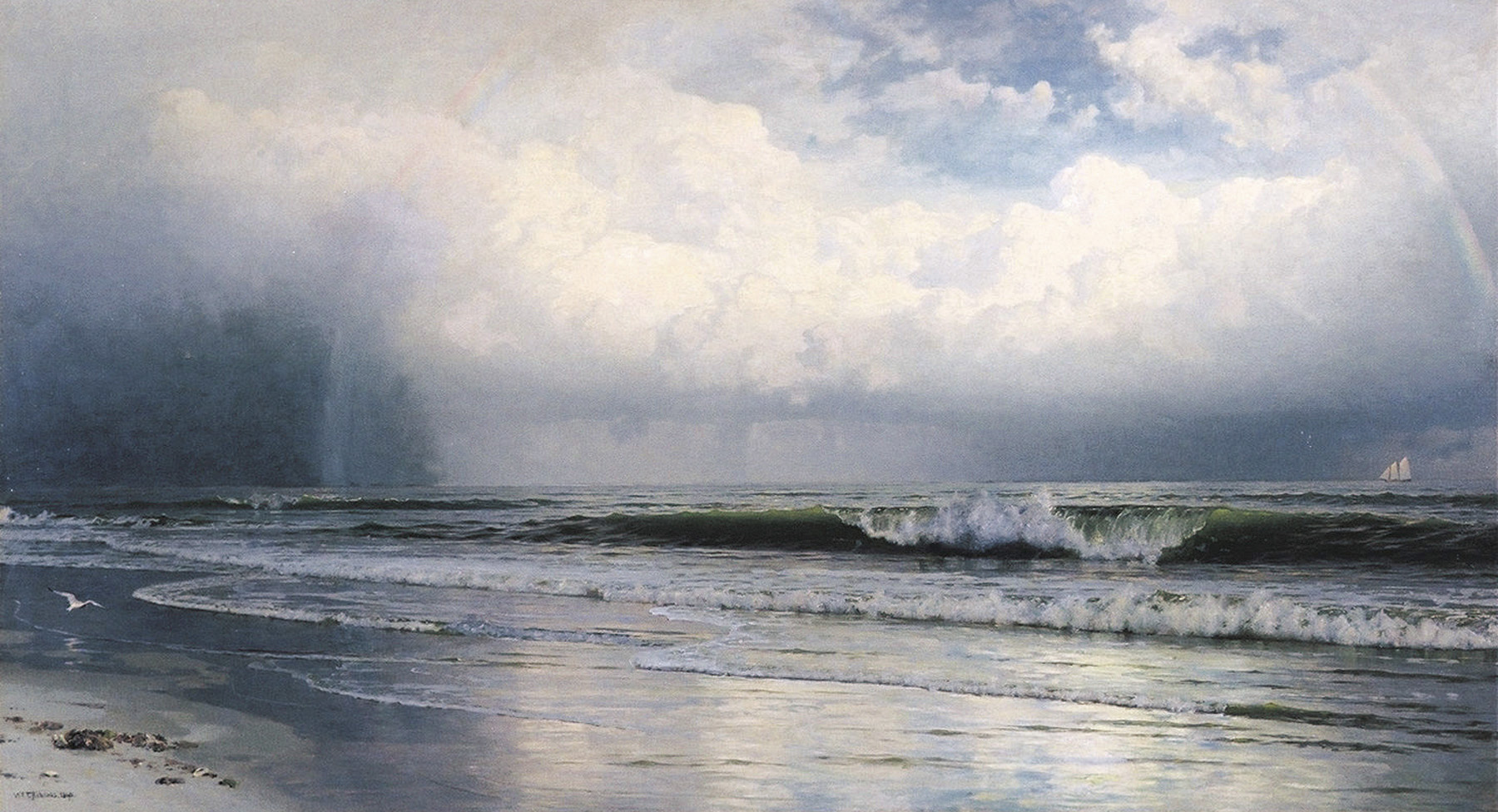
The Rainbow / Coming Rain, Atlantic City, New Jersey (1890)
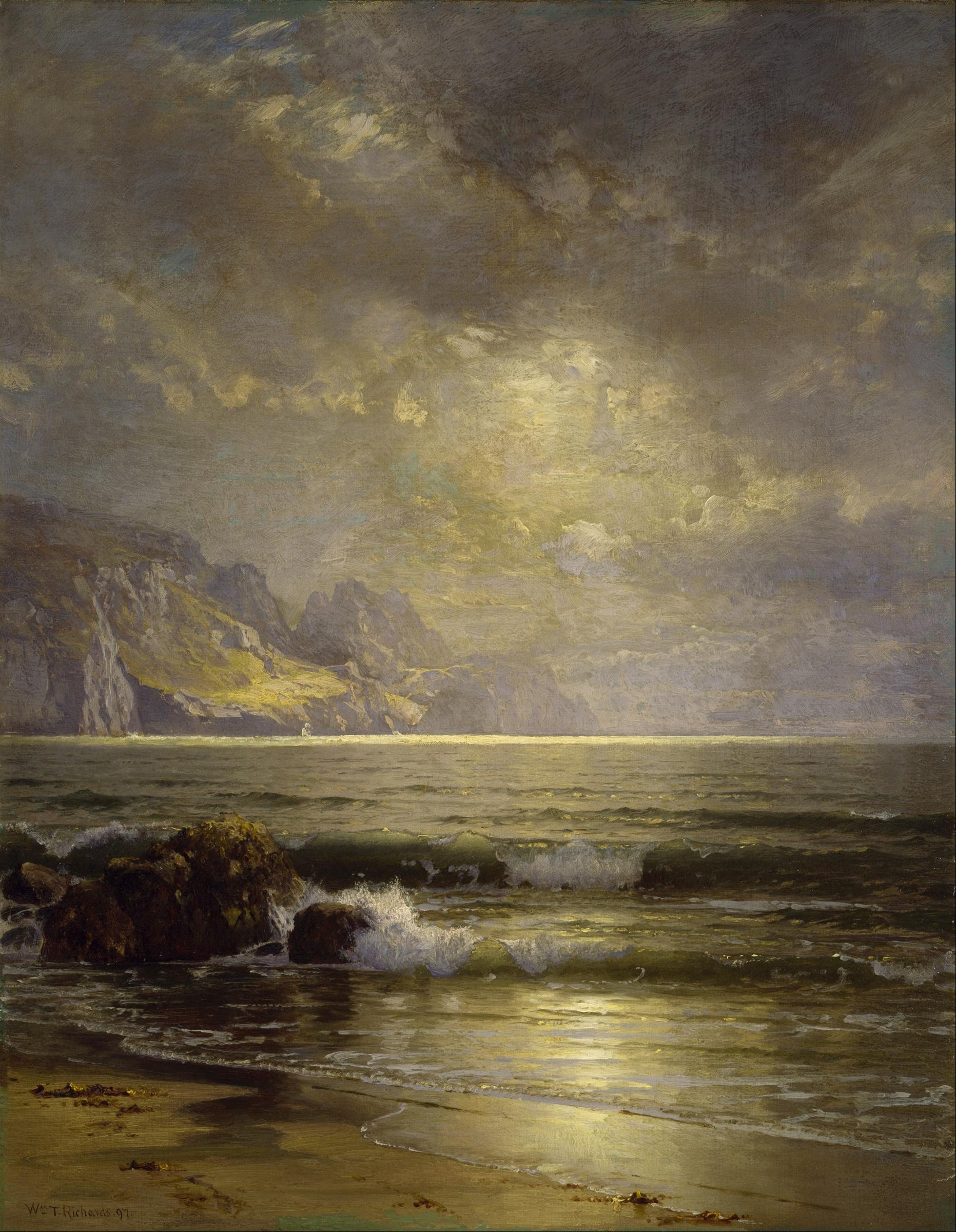
Seascape (1897)
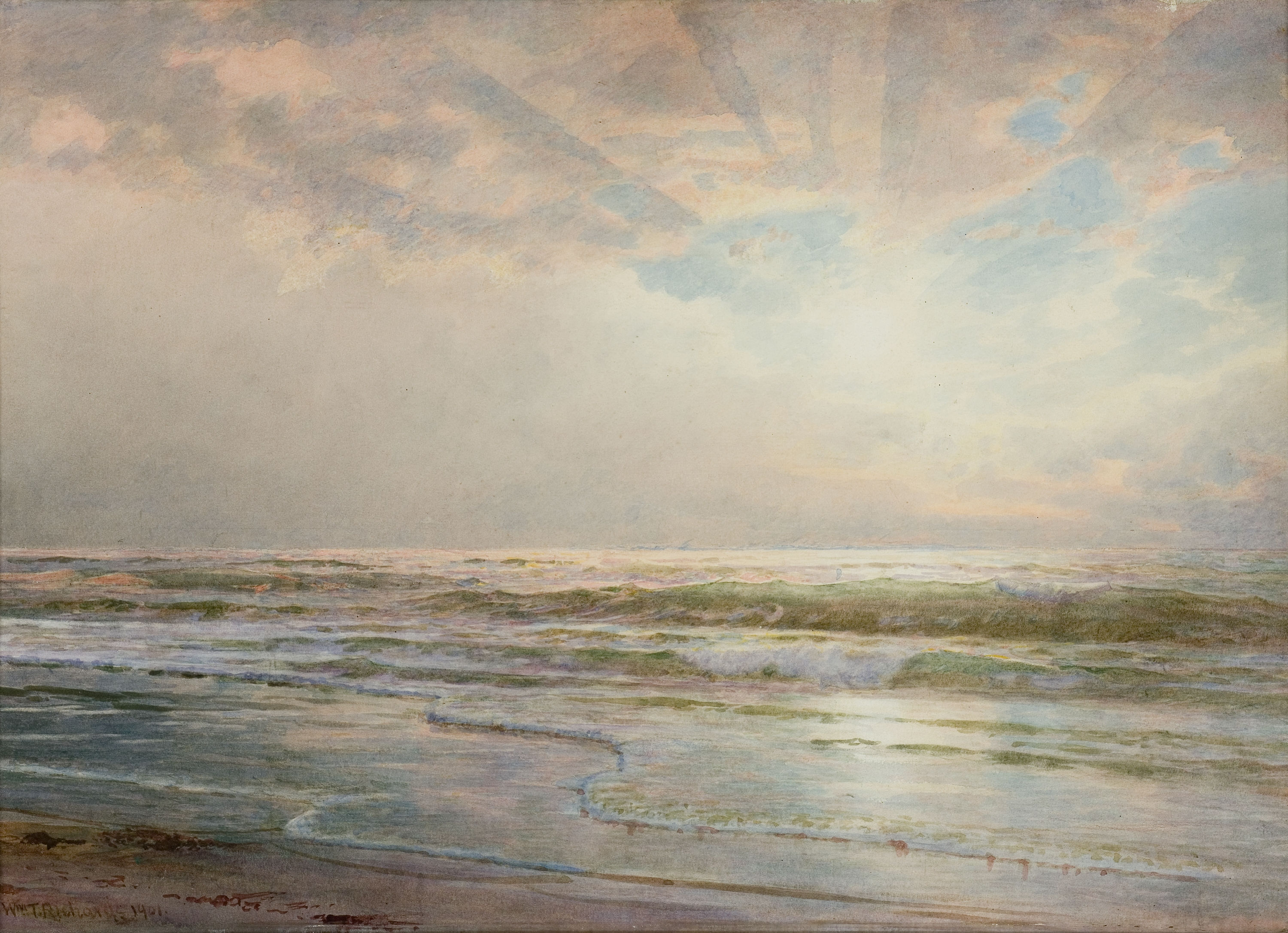
Seascape (1901)
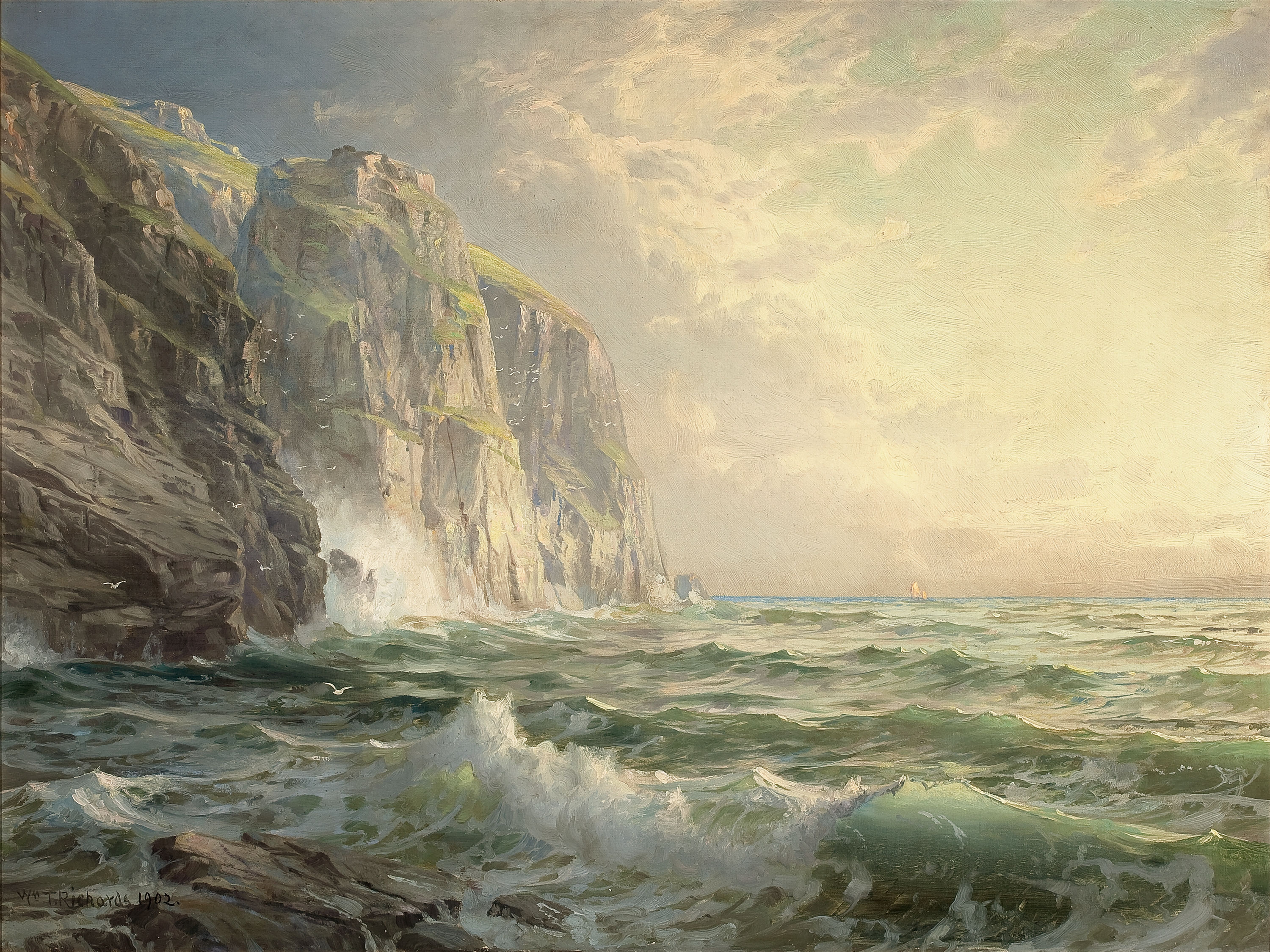
Rocky Cliff with Stormy Sea, Cornwall (1902)
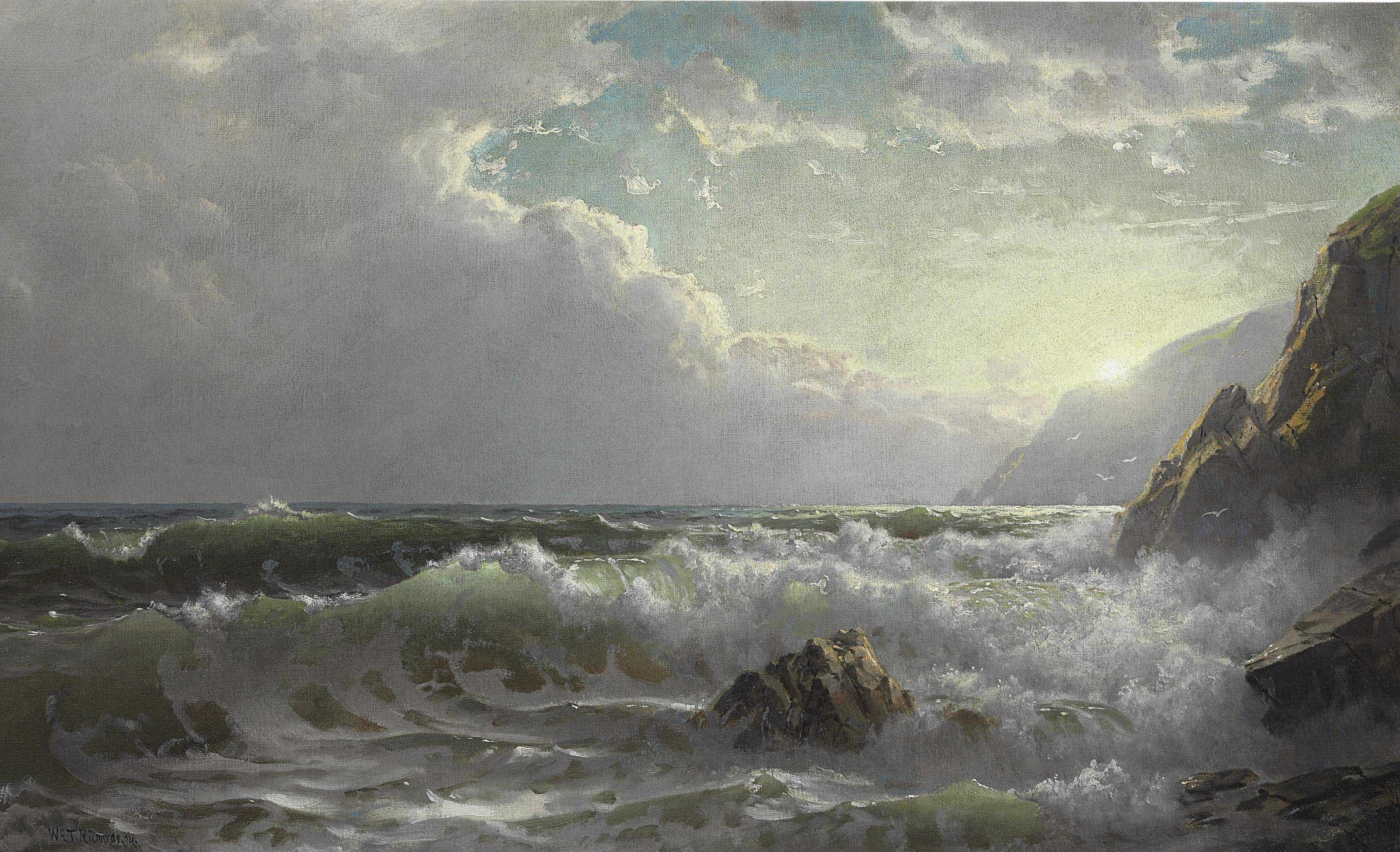
Off the Coast of Cornwall (1904)